# Coutières
Coutières ist eine Commune déléguée in der französischen Gemeinde Les Châteliers im Département Deux-Sèvres in der Region Nouvelle-Aquitaine (vor 2016: Poitou-Charentes). Sie hat 147 Einwohner (Stand: 1. Januar 2022).
Die Gemeinde Coutières wurde am 1. Januar 2019 mit Chantecorps zur Commune nouvelle Les Châteliers zusammengeschlossen. Sie hat seither den Status einer Commune déléguée. Die Gemeinde Coutières gehörte zum Arrondissement Parthenay sowie zum Kanton La Gâtine.

## Geographie
Coutières liegt etwa 18 Kilometer südsüdöstlich von Parthenay und etwa 33 Kilometer nordöstlich von Niort in der Landschaft Gâtine. Umgeben wurde die Gemeinde Coutières von den Nachbargemeinden Chantecorps im Westen und Norden, Vasles im Norden und Nordosten, Ménigoute im Osten sowie Fomperron im Süden.

## Bevölkerungsentwicklung

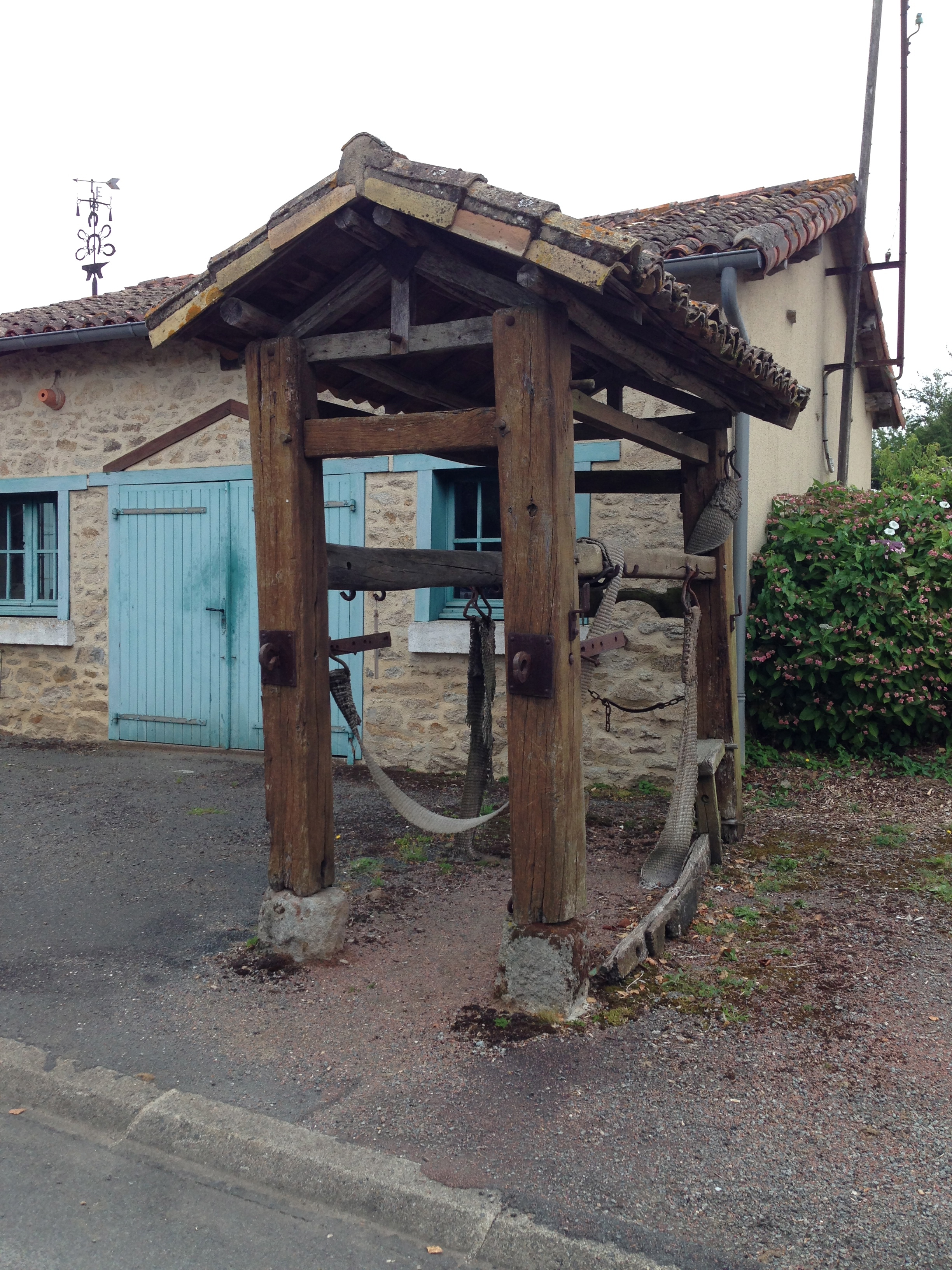
Klauenstand in Coutières

| Jahr      | 1962 | 1968 | 1975 | 1982 | 1990 | 1999 | 2006 | 2013 |
| Einwohner | 232  | 202  | 187  | 177  | 138  | 128  | 145  | 173  |